# August Erker
August Casimir "Gus" Erker (Pfaffenwiesbach, Wehrheim, Hessen, 24 d'octubre de 1879 – Saint Louis, 29 de novembre de 1951) va ser un remer alemany de naixement, però estatunidenc d'adopció que va competir a primers del segle xx.
El 1904 va prendre part en els Jocs Olímpics de Saint Louis, on va guanyar la medalla d'or en la prova de quatre sense timoner del programa de rem, formant equip amb Arthur Stockhoff, George Dietz i Albert Nasse.